# Eleotris balia
Eleotris balia är en fiskart som beskrevs av Jordan och Seale, 1905. Eleotris balia ingår i släktet Eleotris och familjen Eleotridae. Inga underarter finns listade i Catalogue of Life.